# 아르테수네이트/아모디아퀸
아르테수네이트/아모디아퀸(Artesunate/amodiaquine)은 카모퀸이라는 상표명 등으로 판매되는 말라리아 치료에 사용되는 약물이다. 아르테수네이트와 아모디아퀸의 복합제이다. 특히 단순 급성 열대열원충 말라리아에 권장된다. 경구 복용한다.
흔한 부작용에는 식욕 부진, 구역질, 복통, 졸음, 수면 장애, 기침이 있다. 임신 중 안전성은 명확하지 않지만 다른 약물이 불가능한 경우 사용할 수 있다. 모유 수유 중 사용은 안전하다고 여겨진다. 아르테수네이트와 아모디아퀸은 모두 항말라리아제이지만 작용 기전이 다르다.
아르테수네이트/아모디아퀸은 2007년에 상업적으로 출시되었다. WHO 필수 의약품 목록에 등재되어 있다. 아르테수네이트/아모디아퀸은 제네릭 의약품으로 구할 수 있다. 2014년 현재 미국이나 영국에서는 상업적으로 이용할 수 없다.

## 의학적 용도
초기 임상시험에서는 하루 한 번 복용하는 것이 효과적이라는 것이 입증되었다. 이후 아르테메터/루메판트린만큼 효과적이라는 것이 임상적으로 입증되었지만 하루 두 번 복용하는 아르테메터/루메판트린보다 하루 한 번 복용하는 것이 더 간편하여 실제 사용에서 더 효과적일 가능성이 높다.

## 사회와 문화
아르테수네이트/아모디아퀸은 2007년 소외질병치료제이니셔티브가 사노피-아벤티스와 제휴하여 개발한 말라리아 치료제로 저렴하게 상업적으로 출시되었다. ASAQ는 2015년 5월 MMV 접근 및 제품 관리팀에 인계되었다.